# Elecciones presidenciales de Mongolia de 2005
Las elecciones presidenciales tuvieron lugar en Mongolia el 22 de mayo de 2005.
El ganador fue Nambaryn Enkhbayar, candidato del Partido Revolucionario del Pueblo, continuando así con el liderazgo del partido en la presidencia del país.

## Tabla de resultados
| Candidato                                                | Partido                                       | Votos     | %    |
| -------------------------------------------------------- | --------------------------------------------- | --------- | ---- |
| Nambaryn Enkhbayar                                       | Partido Revolucionario del Pueblo de Mongolia | 495.730   | 54,2 |
| Radnaasumbereliyn Gonchigdorj                            | Partido Demócrata                             | 184.743   | 20,2 |
| Bazarsad Jargalsaikhan                                   | Partido Republicano                           | 129.147   | 14,1 |
| Badarch Erdenebat                                        | Partido de la Madre Patria                    | 105.171   | 11,5 |
| Inválidos/Votos en blanco                                | Inválidos/Votos en blanco                     | 12.614    | -    |
| Total                                                    | Total                                         | 927,405   | 100  |
| Votantes registrados                                     | Votantes registrados                          | 1.238.177 | 74.9 |
| Fuente: Comisión General para las Elecciones de Mongolia |                                               |           |      |